# Jean Baltus (peintre)
Pour les articles homonymes, voir Jean Baltus et Baltus.
Jean Baltus (né le 27 novembre 1880 à Lille et mort le 16 décembre 1946  à Saint-Rémy-de-Provence) est un peintre français de la première moitié du XXe siècle, qui fut le peintre des Alpilles en Provence.
Il fut un acteur marquant de la vie artistique à Saint-Rémy-de-Provence lors de la première moitié du XXe siècle.

## Biographie
Jean Baltus naît le 27 novembre 1880. Il est le deuxième d’une fratrie de neuf.
Il est le fils du professeur Ernest Baltus (1851-1937), physiologiste, qui sera doyen de la faculté libre de Lille, et de Marthe Chayet (1857-1936), née en Provence.
Atteint d'une diphtérie à l’âge de 6 ans, en 1806, il guérit mais garde une santé fragile. Il étudie chez les pères jésuites à Lille de 1891 à 1898.
Il expose pour la première fois en 1905 au Salon des indépendants à Paris. Il a 25 ans.
Il obtient une bourse de voyage en 1907 et pars en Italie et en Tunisie. Il vit rue Guénégaud et travaille dans un atelier rue Notre-Dame-des-Champs à Paris.
Grand ami du docteur Edgar Leroy, proche d’Auguste Chabaud, de Charles Mauron et Marie Mauron et Théo Varlet, il vit à Saint-Rémy où il s'installe en 1912 et résidera jusqu'en 1941, période durant laquelle il produit de nombreuses œuvres inspirées des paysages de Provence. Dans ses tableaux, il traduira la beauté et la lumière des Alpilles sous toutes leurs formes.
En 1915, ses deux jeunes frères André et Paul, âgés respectivement de 27 et de 21 ans, disparaissent pendant la Grande Guerre. Jean est réformé, il a alors 35 ans.
Une exposition est consacrée à son œuvre en avril 1934 à Carpentras où 43 tableaux sont exposés.  
À 61 ans, en 1941, gravement malade, il est soigné par sa sœur Suzanne à Graveson, en Provence. Jean Baltus meurt le 16 décembre 1946 à l’âge de 66 ans, et est enterré à Tarascon dans le caveau des Chayet.
Une avenue de Saint-Rémy-de-Provence perpétue le souvenir de son nom.
Une exposition lui est consacrée en 2016 au Musée des Alpilles, accompagnée d'un catalogue qui décrit sa vie et illustre une centaine de ses œuvres.

## Œuvre

### L'adolescence
Caractérisée par des animaux fantasmagoriques dont il aimait raconter les aventures, utilisant un langage codé qu'il partageait avec son frère Joseph et André Chevrillon, futur académicien français.
- Roumi-pchat, illustrations d'album - 1896
- Le Kifeu

### La période parisienne (1900-1912)
Jean Baltus croque souvent des personnages dans des cafés ou dans la rue. C'est pendant cette période qu'il signe ses œuvres du pseudonyme de WEB.
- Scènes de la vie parisienne[7]
- Cake walk - 1905
- Le passant de Bruxelles, dessins - 1912

Jean Baltus peint également ses premiers paysages lors de séjours répétés en Provence :
- Printemps - 1909
- Le vieux Barbentane - 1909
- Rue à Villeneuve-les-Avignon - 1910
- Adieu à la Montagnette la veille de mon départ - 1910
- Route de Maussane

### La période provençale (1912-1941)
Installation à Saint-Rémy-de-Provence. C'est la période la mieux connue, presque au jour le jour.

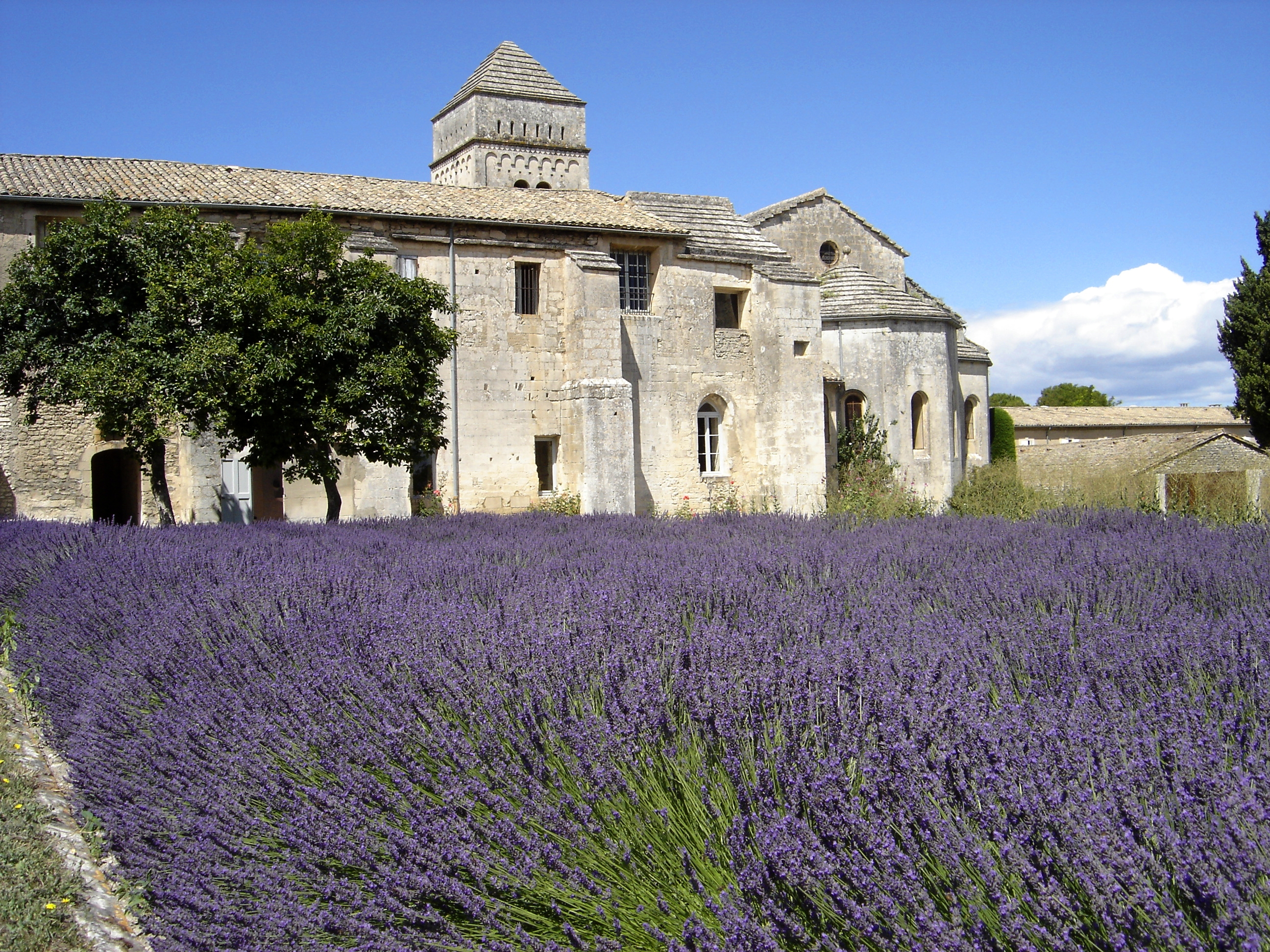
Saint-Paul de Mausole, Saint-Rémy-de-Provence

Sa production, dominée par des sépias, est presque exclusivement constituée par des paysages, pratiquement vides de tout personnage.
- St Paul de Mausole, 3 cyprès
- Cyprès solitaire
- Istres
- Saint Rémy
- Gorbio
- Alpines
- Graveson
- Le cyprès et l'amandier en fleurs
- Route d'Eygalières à Orgon - 1920
- La maison du laitier au clair de lune - 1927
- Le Gros Ormeau de Saint-Rémy-de-Provence - 1928
- Lever de lune au-dessus du vallon de Saint-Clair - 1933
- Le Cagadou - 1934
- Couvent de Saint Paul à Saint-Rémy-de-Provence
- Vallon des Peiroulets
- L'amandier tordu devant les Alpilles
- Le chemin du Mazet de Céline
- Cyprès et oliviers à Citis
- Pics du vallon à l'Est des Fontettes

C'est la période où Jean Baltus a aussi une production photographique dont quelques clichés sont conservés dans le fonds photographique Jean Baltus du Musée des Alpilles à Saint-Rémy.

## Expositions

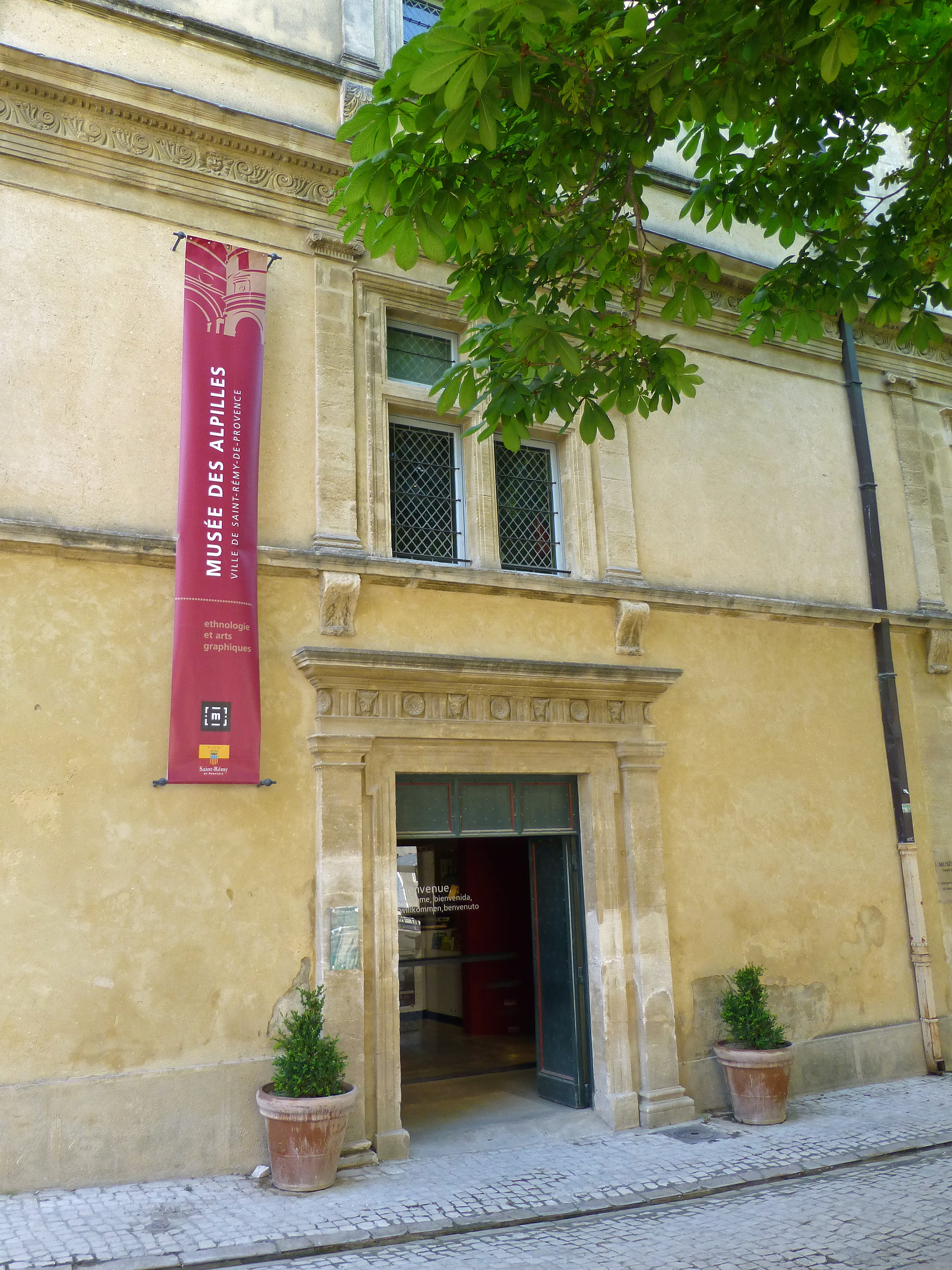
Musée des Alpilles, Saint-Rémy-de-Provence

- 1900 : École des beaux-arts de Lille
- 1905 : 1re exposition au salon des indépendants[9], Paris
- 1911 : 1re exposition à la société nationale des beaux-arts[10], Paris
- 1927 : Musée Calvet, Avignon
- 1930 : Salon des Treize, Avignon
- 1931, 1932 : Galerie Montsallut, Lille
- 1933-1936 : Salon des Amis des Arts, Avignon
- 1934 : Musée de Carpentras
- 1934 : Musée Arlaten, Arles
- 1936 : Salon des Amis des Arts, Nîmes
- 1939 : Salon du Groupe des Indépendants d'Avignon
- 1940 : Musée Calvet, Avignon
- 1941 : Salon des Treize et des Indépendants d'Avignon

Depuis sa mort, plusieurs expositions lui ont été consacrées à Saint-Rémy-de-Provence :
- 1947 : Exposition rétrospective de Jean Baltus, Maison des Jeunes
- 1997 : Cinquantenaire du décès de Jean Baltus, Bibliothèque Joseph-Roumanille
- 2016 (30 avril - 31 décembre) : Jean Baltus, peintre des Alpilles (1880-1946), Musée des Alpilles

## Sources
1. ↑  Journal d’information de la ville de Saint-Rémy-de-Provence
2. ↑  Association des amis de Jean Baltus
3. ↑  Musée des Alpilles
4. ↑  Exposition Jean Baltus, peintre des Alpilles (1880 - 1946)
5. 1 2  « Jean Baltus - Catalogue », sur amisjeanbaltus.free.fr
6. ↑  Gerald Schurr, Dictionnaire des petits maitres de le peinture 1820-1920, page 96
7. ↑  Catalogue Drouot
8. ↑  Edgar Leroy
9. ↑  Dominique Lobstein, Dictionnaire des Indépendants 1894-1914, Dijon, L'échelle de Jacob, 2003
10. ↑  Archives Nationales F 21 4288, 1/5/1911